# Asanada tchadensis
Asanada tchadensis är en mångfotingart som beskrevs av Dobroruka 1968. Asanada tchadensis ingår i släktet Asanada och familjen Scolopendridae.
Artens utbredningsområde är Tchad. Inga underarter finns listade i Catalogue of Life.